# 岩井大
岩井 大（いわい だい、1969年7月11日 - ）は、日本の高校・少年野球指導者。元金沢高等学校保健体育科教諭で、同校野球部の監督や部長を務めた。同校野球部OB会理事。

## 来歴
石川県出身。金沢高等学校野球部で、現役時代は右投右打の外野手。1987年に主将として第59回選抜高等学校野球大会、第69回全国高等学校野球選手権大会に出場。選抜大会は初戦敗退。選手権大会では選手宣誓を務め、2回戦敗退。第20回（昭和62年度）日本学生野球協会表彰選手（高校生の部）。
1992年（平成4年）日本体育大学卒業（硬式野球部所属）。同年から母校・金沢高校に戻り、硬式野球部の指導にあたる。部長を務めたのち、2011年10月に勇退した浅井純哉の後を受けて監督に就任した。
2017年（平成29年）、夏の大会をもって金沢高校の野球部監督を退任。2022年3月末をもって金沢高校を退職し、同年4月より金沢学院大学附属中学校硬式野球部（金沢学院大学附属中学ボーイズ）の初代監督に就任した。同部は石川県では初めて部活動としてボーイズリーグに加盟している。